# Mount Bearskin
Mount Bearskin ist ein 2850 m hoher Berg im westantarktischen Ellsworthland. Er ragt 8 km nordöstlich des Mount Tyree zwischen dem Patton- und dem Crosswell-Gletscher in der Sentinel Range des Ellsworthgebirges auf.
Der United States Geological Survey kartierte ihn anhand eigener Vermessungen und Luftaufnahmen der United States Navy zwischen 1957 und 1959. Das Advisory Committee on Antarctic Names benannte ihn nach Captain Leland Stanford Bearskin (1921–1993) von der United States Air Force, der an der Errichtung der Amundsen-Scott-Südpolstation im Internationalen Geophysikalischen Jahr (1957–1958) beteiligt war.